# 스트라스필드역
스트라스필드역(Strathfield railway station)은 오스트레일리아 뉴사우스웨일스주 시드니 교외 지역 중 하나인 스트래스필드에 위치한 메인 서버반 선(Main Suburban line)의 유산 등록 철도역이다. 이 역에는 시드니 트레인스 T1 노스 쇼어, 노스 & 웨스턴 선, T2 이너 웨스트 & 레핑턴 선 교외 열차 외에 NSW 트레인링크 지역 열차도 운행한다. 이 역은 메인 노던 선(Main North railway line)과 메인 웨스턴 선(Main Western railway line)에 위치하며, 지역 철도 및 교외 철도 서비스를 위한 주요 분기점을 형성한다. 이 역은 스트라스필드 철도역 그룹(Strathfield Railway Station group), 스트래스필드 삼각지(Strathfield Triangle), 스트라스필드 플라이오버(Strathfield Flyover), 스트래스필드 언더브리지(Strathfield Underbridges)로도 알려져 있다. 이 역은 뉴사우스웨일스 정부의 기관인 레일코프(RailCorp)가 소유하고 있다. 역과 관련 기반 시설은 1999년 4월 2일 뉴사우스웨일스주 국가 유산 등록부에 추가되었다.

## 역사

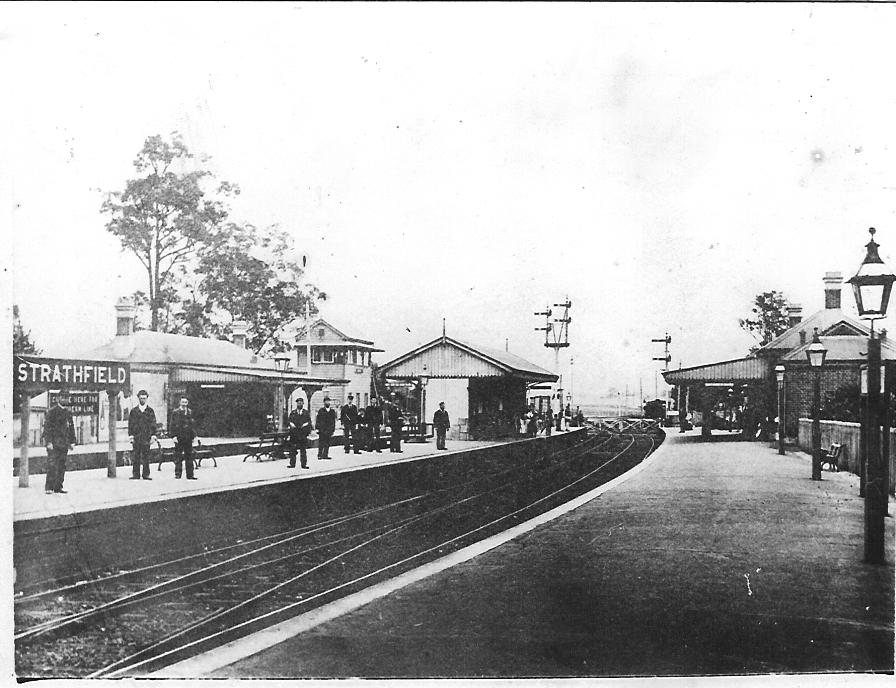
옛 스트라스필드 역

### 스트라스필드 교외
콩코드 평원에서 쿡스강까지 확장된 이 교외는 (식민지 초기의) 정착민들이 그곳에서 토지를 무상 불하 받았기 때문에 자유 평원(Liberty Plains)으로 알려진 지역 중 일부였다. 제임스 윌셔는 1808년에 230 헥타르 (570 ac)를 받았고 그것을 윌셔 농장으로 불렀다. 그 토지는 현재의 거리인 불레바르(Boulevarde), 찰머스(Chalmers)가, 리버풀(Liverpool) 도로 사이에 위치해 있었다.
이것의 서쪽에는 1823년 식민지 내의 성직자들을 지원하기 위해 선언된 교회 토지가 있었는데, 오늘날 플레밍턴까지 확장되었다. 이 토지킄 1841년에 매각되었고 바커 로드 남쪽 부분은 조셉 뉴턴에 의해 인수되었다. 이후 1824년 새뮤얼 테리(Samuel Terry)에게 매각되었고 그는 그것을 레미어 에스테이트(Redmyre Estate)로 개명했다. 레드미어(Redmire,  1865경 Redmyre로 개명)라는 이름은 테리 가문의 출생지 근처에 있던 영국 노스요크셔의 한 마을을 기렸다.
1885년에 그 지역은 스트라스필드로 통합되었다. 이 새로운 명칭은 웰링턴 공작에게 감사하는 민족이 1817년에 준 영지를 기리기 위해, 그 이름을 선택한 부유한 초기 정착민 존 하디(John Hardie)가 이 지역에 지은 저택 이름에서 유래되었다.

### 철도역
NSW에 건설된 공용 철도의 첫 번째 구간은 1855년 9월 26일 레드펀 역에서 패러매타 역까지이다. 이 노선은 현재 스트라스필드로 불리는 지역을 통과했다. 스트라스필드 자체에는 역이 없었고, 가장 가까운 역은 버우드 역과 플레밍턴 역이었다.
스트라스필드의 첫 번째 역은 "레드미어(Redmyre)"라고 명명되었고, 1876년 9월 9일 "홀트(halt)"로 명명되었다.:6 1885년 3월 8일에 스트라스필드로 개명되었다. 1886년 3월 8일 현재의 이름인 "스트라스필드(Strathfield)"를 처음 사용한 것으로 제임스 하디(James Hardy)가 소유한 저택 스트라스필드 하우스의 이름을 따서 명명되었다. 스트라스필드 역은 스트라스필드의 웨스턴 선으로부터 분기점을 두고 있는 노던 선 본선의 건설로 두드러지게 되었다. 혼스비 역까지의 첫 번째 구간은 1886년 9월 17일에 개통되었다. 4개의 승강장이 제공되었는데, 2개는 웨스턴 선, 2개는 노던 선이었다. 새로운 기계식 신호소는 서쪽 승강장의 아래쪽에 설치되었는데, 이것은 스트라스필드의 첫번째 신호소였다.:6 1900년에 새로운 부지에 역이 건설되었고, 1922년에 다시 건설되었다. 이 노선은 1891년과 1892년 사이에 4배로 증축되어 선로변경을 일으켰고 역의 서쪽 끝에 보행자용 지하도를 건설하여 모든 승강장을 연결하도록 하였다.
1900년 승강장과 고가역 건물, 도로교 등을 철거하고 현재의 4섬식 승강장을 건설하여 총 8개의 승강장이 제공되었다. 이들에 대한 접근은 이제 중앙에 위치한 지하 보행로와 경사로를 통해 이루어졌다. 시드니 끝의 다운 로컬 선 하단에 짧은 승강장도 건설되었다. 추가 승강장 필요한 토지는 대로와 클라렌던가(알버트 도로)에서 개간되었다.
시드니 네트워크의 전철화의 일환으로, 이 역은 1927년 3월 7일에 개통되면서 다시 건설되었다. 여기에는 메인서버반 선을 넘어 메인 노던선을 터는 고가로가 포함되었다. 또한, 8번 승강장 남쪽 끝에 수용 시설을 제궁하는 승강장과 건물이 세워졌다. 이것은 이후 역에 있는 상점으로 바뀌었다.
역 구역을 재건하고 향후 서부 및 북부 철도선의 전철화를 위해 스트라스필드에 새로운 동력 신호소가 설치되었다. 이 신호소는 재개장된 삼각 단지에 지어졌는데, 북쪽으로는 메인 웨스턴 선과 남쪽으로는 클라렌던가(알버트 도로)와 경계를 이루고 있었다. 전원 신호소는 스트라스필드에 세워진 세 번째 신호소로, 이전 두 개의 신호 상자는 "기계식 신호소(mechanical signal boxes)"가 되었다. 스트라스필드 전원 신호소는 윈트워스 로드 오버브리지(동부)의 시드니 쪽에서 스트라스필드 플랫폼과 끝자락의 교차로의 북쪽과 서쪽으로 가는 선로를 통해 모든 열차 이동을 제어했다.:8
1920년대에 스트라스필드에서 혼스비까지의 노선이 완공되었을 때, 스트라스필드는 남북으로 가는 모든 열차의 분기점, 즉 중요한 철도 분기점이 되었다.
1982년 교외 신호전달 시스템의 업그레이드와 현대화의 일환으로 스트라스필드 신호소는 중계기반 경로잠금신호 시스템을 포함하는 홈부시에 위치한 새로운 스트라스필드 신호소 단지로 교체되었다. 이 새로운 단지는 또한 애슈필드, 노스 스트라스필드, 콩코드 웨스트, 홈부시, 플래밍턴 차량대피선, 플레밍턴 굿즈 정션(Flemington Goods Junction), 리드콤의 신호소를 대체했다.
스트라스필드는 계속해서 분주하고 중요한 분기역이 되고 있으며, 홈부시의 신호 단지는 시드니 메트로폴리탄 지역에서 두 번째로 큰 신호소가 된다.:8
스트라스필드 지역의 철도 교통은 1983년부터 실제로 홈부시에 위치한 스트라스필드 신호소에서 제어되어 왔다. 스트라스필드의 신호는 영국 웨스팅하우스가 제작한 초기 자동 경로 설정(ARS) 시스템을 갖춘 출입구(NX) 경로 제어 패널에 의해 제어된다. 이 시스템은 이중 광선 신호와 지상의 전기 공압 분기기에 연결되어 있다. 웨스팅하우스 미니어처 레버 프레임이 있는 1926년형 전원박스는 여전히 8번 승강장의 서쪽 끝에 위치해 있다.

### 스트라스필드 변전소
1927년 스트라스필드 행 교외선의 구간이 전철화되었고, 이때 스트라스필드 변전소가 건설되었다. 변전소는 1928년 8월 27일부터 사용되었고, 1926년과 1932년 사이에 시드니 지역에 세워진 15개의 전기 변전소 중 하나였다.
스트라스필드 변전소는 원래 건물 북쪽에 새로 설치되었다. 이후 변전소는 신호 전달 장비 제작 작업장으로 전환되었으며, 1990년부터 신호 분기점에서 작업장을 수용하기 위해 사용되어 왔다. 이 작업장이 세워졌을 때, 현대적 확장물이 작업장의 남쪽 날개부분에 추가되었고, 이전에 실외 변압기가 위치했던 쪽의 영역을 제거했다. 이 때, 건물 내부도 개조되어, 대합실층에 사무실이 추가되었고, 원래의 크레인 선로에 설치된 새로운 크레인과 바닥 면적이 변경되었다.

## 승강장 및 운행계통
- 1번 승강장
  -  CCN  : 센트럴
  -  노스 코스트 리전  : 센트럴
  -  노스 웨스턴 리전  : 센트럴
  -  T1  : 고든 - 센트럴, 노스 시드니, 혼스비
  -  T9  : 센트럴, 노스 시드니, 고든
- 2번 승강장
  -  BMT  : 센트럴
  -  T7  : 센트럴 (경기 일정 전용)
  -  웨스턴 리전  : 센트럴
  -  T1  : 고든 - 혼스비, 비로라
  -  T9  : 센트럴, 노스 시드니, 고든
- 3번 승강장
  -  BMT  : 스프링우드, 카툼바, 마운트 빅토리아, 리스고
  -  CCN  : 뉴캐슬
  -  T7  : 올림픽 파크 (경기 일정 전용)
  -  웨스턴 리전  : 더보, 브로큰힐
  -  노스 웨스턴 리전  : 알미데일 / 모리
  -  노스 코스트 리전  : 그래프턴, 카지노, 브리즈번
  -  T1  : 에핑 -  리치먼드, 에뮤 플레인즈
  -  T9  : 에핑, 혼스비
- 4번 승강장
  -  T1  : 고든 - 혼스비, 비로라
  -  T2  : 센트럴, 시티 서클
- 5번 승강장
  -  T9  : 고든
- 6번 승강장
  -  T1  : 에핑 -  리치먼드, 에뮤 플레인즈, 혼스비
  -  T2  : 레핑튼, 패러매타
  -  T9  : 에핑, 혼스비
  -  웨스턴 리전  : 더보, 브로큰힐
  -  노스 웨스턴 리전  : 알미데일 / 모리
  -  노스 코스트 리전  : 그래프턴, 카지노, 브리즈번
- 7번 승강장
  -  T2  : 센트럴, 시티 서클
- 8번 승강장
  -  T2  : 홈부시, 패러매타, 리버풀, 레핑튼

## 연결 교통
펀치볼 버스회사(Punchbowl Bus Company) 운영 버스:
- 450: 허스트빌

트랜스데브 NSW 운영 버스:
- 913: 로버츠 로드 & 철로라 경유, 뱅스타운 역 행
- 914: 그리나크르 행
- M90: 버우드 발, 뱅스타운 역 경유, 리버풀 역 행

스테이트 트랜싯 운영 버스:
- 458: 라이드 발, 버우드 행
- 525: 버우드 발, 올림픽 파크 경유, 패러매타 역 행

트랜싯 시스템즈 운영 버스:
- 407: 스트라스필드 웨스트 경유, 버우드 행
- 408: 루크우드 묘지 발, 플레밍턴 역 경유, 버우드 행
- 415: 캠시 역 발, 치즈윅 행
- 480: 홈부시 로드·애슈필드·패러매타 로드 경유, 센트럴 역 행
- 483: 월리스 애비뉴·애슈필드·패러매타 로드 경유, 센트럴 역 행
- 526: 버우드 발, 뉴잉턴·올림픽 파크 부두 경유, 로드 쇼핑센터 행
- X25: 출퇴근 시간대 올림픽 파크 역 급행 운행

나이트라이드(NightRide) 야간 버스:
- N50: 리버풀 역 발, 시티(타운 홀) 행
- N60: 페어필드 역 발, 시티(타운 홀) 행
- N61: 칼링포드 역, 시티(타운 홀) 행
- N80: 혼스비 역, 시티(타운 홀) 행)

## 역 시설
역 복합 단지 및 관련 기반 시설은 1927년에 세워진 1-8번 승강장의 18형 주철 및 목재 건물, 1927년에 세워진 1-8번 승강장의 주철 및 목재 차양 승강장, 1927년에 세워진 이전의 신호소 역할을 했던 벽돌 및 석면 지붕의 전원 박스, 하행선 위에 있는 벽돌 소하물 보관소 및 승강장, 삼각형 변전소로 구성된다. 다른 주요 구조물로는 1927년에 세워진 역 끝에 있는 벽돌재의 보행자 지하통로, 1927년에 세워진 벽돌제의 승강장 진입로, 모든 선로 아래 서쪽 끝에 있는 1927년에 세워진 보행자 지하통로가 있다. 지면에는 1번 승강장 반대편의 벽돌 벽으로 장식되어 있다.

## 인접역
| 시드니 트레인스                   | 시드니 트레인스            | 시드니 트레인스        |
| --------------------------------- | -------------------------- | ---------------------- |
| 리드콤 리치먼드, 에뮤 플레인즈    | T1 노스쇼어 & 웨스턴 선    | 버우드 비로라          |
| 홈부시 레핑튼, 패러매타           | T2 이너 웨스트 & 레핑튼 선 | 버우드 시티 서클       |
| 올림픽 파크                       | T7 올림픽 파크 철도선      | 레드펀 센트럴          |
| 노스 스트라스필드 혼스비          | T9 노던 선                 | 버우드 고든            |
| NSW 트레인링크                    |                            |                        |
| 레드펀 센트럴                     | 센트럴 코스트 & 뉴캐슬 선  | 에핑 뉴캐슬 인터체인지 |
| 레드펀 센트럴                     | 블루 마운틴스 선           | 패러매타               |
| 혼스비 그래프턴, 카지노, 브리즈번 | NSW 트레인링크 노스 코스트 | 시드니                 |
| 혼스비 모리 또는 알미데일         | NSW 트레인링크 노스 웨스턴 | 시드니                 |
| 패러매타 브로큰 힐 또는 더보      | NSW 트레인링크 웨스턴      | 시드니                 |

### 참고 문헌
- B Cubed Sustainability (2005). 《Former Strathfield Substation: heritage impact statement》.
- Moonie, Jeff (2001). 《Heritage Survey of Strathfield Power Signal Box》.
- Pollen, Francis (ed.) (1988). 《Strathfield, in 'The Book of Sydney Suburbs'》.